# مهاجرت

جمعیت مهاجر به‌عنوان درصدی از جمعیت کل کشور مشخص شده است)
بیش از پنجاه درصد
بیست تا پنجاه درصد
ده تا بیست درصد
چهار تا ده درصد
یک تا چهار درصد
کمتر از یک درصد
اطلاعاتی دردست نیست

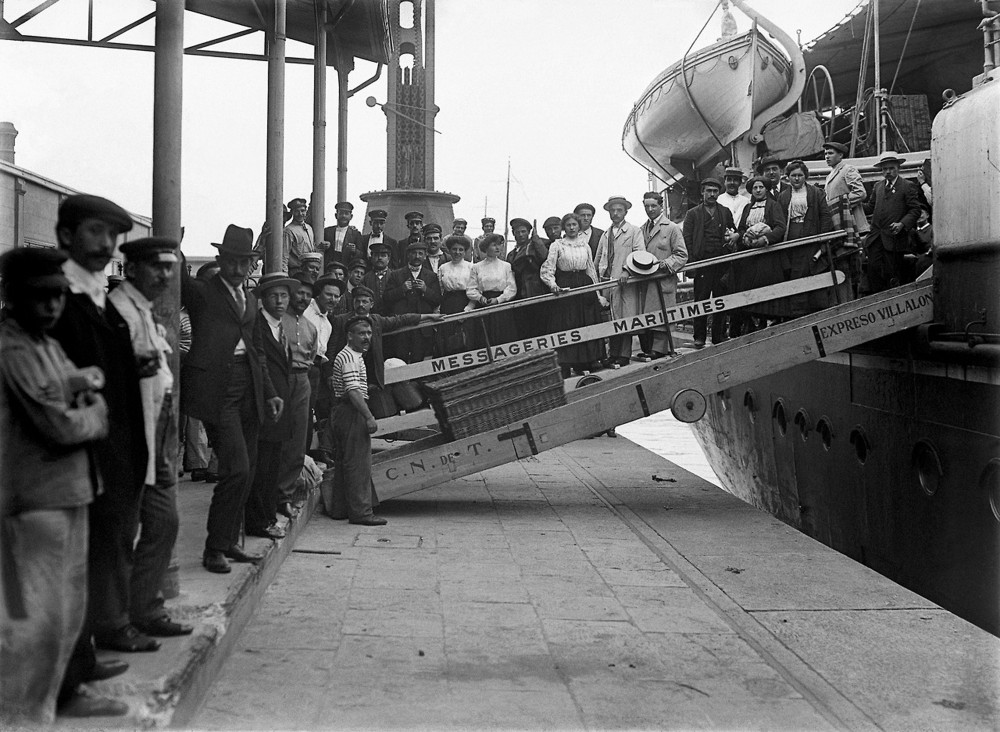
مهاجران اروپایی که وارد آرژانتین می‌شوند

مُهاجِرَت (به انگلیسی: immigration)، به معنای جابه‌جایی مردم از مکانی به مکانی دیگر برای کار یا زندگی است. مردم معمولاً به دلیل دور شدن از شرایط یا عوامل نامساعد دورکننده‌ای مانند فقر، بیماری، مسائل سیاسی، کمبود غذا، بلایای طبیعی، جنگ، بیکاری و کمبود امنیت مهاجرت می‌کنند. دلیل دوم می‌تواند شرایط و عوامل مساعد جذب‌کنندهٔ مقصد مهاجرت مانند امکانات بهداشتی بیشتر، آموزش بهتر، درآمد بیشتر، مسکن بهتر، آزادی‌های سیاسی و جو بهتر باشد.
اگرچه مهاجرت بشر برای مدت صدها هزار سال وجود داشته و دارد اما «مهاجرت» در مفهوم مدرن به حرکت و کوچ افراد از یک ملیت- کشور به کشور دیگر، که در آنجا شهروند نیستند، محسوب می‌شود. مهاجرت به‌طور ضمنی به اقامت درازمدت گفته می‌شود و توریست‌ها و بازدیدکنندگان موقت و کوتاه‌مدت به‌عنوان مهاجر شناخته نمی‌شوند؛ اما با وجود این، مهاجرت فصلی کارگران و نیروی کار (به‌طور نمونه برای مدت کمتر از یک سال) اغلب به‌عنوان شکلی از مهاجرت به حساب می‌آیند. میزان جهانی مهاجرت، در شرایط کامل بالا ولی در شرایط مرتبط پایین است. بر طبق آمار تخمینی سازمان ملل متحد در حدود ۱۹۰ میلیون مهاجر بین‌المللی در سال ۲۰۰۵ وجود داشته است؛ که ۳٪ از کل جمعیت دنیا را شامل می‌شود. ۹۷٪ بقیه جمعیت دنیا در کشورها و محل‌هایی زندگی می‌کنند که به دنیا آمده‌اند یا به‌طور خانوادگی زندگی کرده‌اند.
عقاید جدید دربارهٔ مهاجرت به توسعه و پیشرفت مربوط می‌شود، مخصوصاً در قرن نوزدهم میلادی به ملیت‌ها و کشورهایی با معیارهای مشخص شهروندی گذرنامه و کنترل دائم و مستمر مرزها و حدود و قانون ملیت وجود داشته است. شهروندی و تابعیت یک کشور- ملیت به یک نفر خارجی و بیگانه حق اقامت در آن کشور و منطقه می‌داد، ولی اقامت به خاطر مهاجرت منوط به شرایط بود که توسط قانون مهاجرت تعیین می‌شود. مهاجرت بدون تأیید رسمی می‌تواند طبق این قوانین یک خلاف تلقی شود و حتی اگر به‌عنوان خلاف تعریف نشود، دولت‌ها معمولاً برای مهاجرت غیرقانونی بازداشت و حبس تعیین می‌کنند. این ملیت‌ها کشورها همچنین مهاجرت را یک مورد سیاسی، با تعریف وطن و تابعیت اصلی یک ملت را که به عنوان میراث شراکتی نژادی یا فرهنگی اصلی به‌شمار می‌آید، در بیشتر موارد مهاجرت شرایط نژادی و فرهنگی مختلفی پیدا می‌کند. این مسئله باعث تنش‌های اجتماعی ترس و واهمه از خارجی و برخورد و مقابله با هویت ملی و بومی، در بسیاری از کشورهای توسعه یافته به حساب می‌آید.
کشورهای مهاجرپذیر نیز از نیروی کار مهاجران نفع می‌برند. بسیاری از کشورهای صنعتی برای گردش اقتصاد خود به نیروی کارِ ارزان مهاجران نیاز دارند. مهاجران به‌ویژه در بخش‌های کشاورزی، ساختمان، رستوران‌داری و هتل‌داری، مراقبت و پرستاری از سالمندان، نظافت و خدمتکاری منازل مشغول به کار هستند. حتی در درون اتحادیه اروپا نیز انجام کار محدودیت‌های اقامتی برای بعضی از کشورها دارد و این امر رسماً به مهاجرت و کار غیرقانونی دامن می‌زند. در واقع در بحث‌های مربوط به مهاجرت غالباً چنین جلوه داده می‌شود که مهاجران خود را به زور به جوامع مرفه‌تر تحمیل می‌کنند. در این میان نه تنها به علل مهاجرت، که ریشهٔ بسیاری از آنان، مناسبات اقتصادی جهانی است اشاره نمی‌شود بلکه دربارهٔ منافع سرشاری که از راه مهاجرت قانونی و غیرقانونی نصیب سوداگران می‌گردد نیز سکوت می‌شود.

## آمارهای جهانی مهاجرت
منظور از مهاجر در آمارها افرادی هستند که از یک کشور به کشور دیگری برای همیشه منتقل می‌شوند. برای مثال: مهاجران نسل اول مهاجرت کرده‌اند. در موارد غیررسمی اصطلاحاتی مانند: «مهاجر» یا «خارجی» اغلب برای نشان دادن ویژگی‌های نژادی و قومی اقلیت‌های مهاجر، بدون توجه به محل تولد یا شهروندی آن‌ها استفاده می‌شود.
بر طبق «گزارش منشی‌گری عمومی سازمان مهاجرت بین‌المللی و توسعه» بیشتر مهاجران بین‌المللی در کشورهای توسعه یافته دارای درآمد بالا یعنی در حدود ۹۱ میلیون در سال ۲۰۰۵ می‌باشند. کشورهایی که درآمد کم یا کمتر از حد متوسط را دارند، دارای ۵۱ میلیون مهاجر بین‌المللی می‌باشند. تعداد کل مهاجران بین‌المللی در ایالات متحده آمریکا در بیشترین حد آن یعنی ۳۹ میلیون نفر است. بالاترین درصد مهاجران در نیروی کار و کارگران در کشورهای عربی خلیج فارس محاسبه شده که ۹۰٪ در امارات متحده عربی، ۸۶٪ در قطر، ۸۲٪ در کویت، که این جریان مهاجرت فقط از کشورهای فقیر به کشورهای ثروتمند است. در حدود یک سوم مهاجران بین‌المللی از یک کشور توسعه یافته به کشور دیگری مهاجرت می‌کنند. در اروپا، فقط لوکزامبورگ این میزان را با ۴۵٪ نیروی کار خارجی دارد. در کشور سویس، ۲۲٪ از نیروی کار از خارجیان تشکیل می‌شود؛ اما در کشورهای دیگر اروپایی کمتر از ۱۰٪ خارجی هستند (کلمه خارجی معادل کلمه مهاجر نیست). در ۴۱ کشور، بیش از یک پنجم جمعیت از مهاجران خارجی تشکیل شده است.
تعداد مهاجران بین‌المللی در ۵۰ سال گذشته با افزایش مواجه شده است. این رقم از ۷۹ میلیون در سال ۱۹۶۰ به ۲۵۰ میلیون نفر در سال ۲۰۱۵ رسید. بر اساس گزارش آماری سازمان مهاجرت جهانی در سال ۲۰۱۹ تعداد مهاجران به ۲۷۲ میلیون نفر رسیده است.
مهاجران بین‌المللی ۳٫۳ درصد کل جمعیت جهان را تشکیل می‌دهند. در سال ۲۰۱۵، ۶۵٫۳ میلیون نفر به اجبار تن به جابجایی و مهاجرت دادند.
از هر ۱۱۳ نفر در جهان یک نفر پناهجو یا مهاجر (درون مرزی و برون مرزی) است. بیش از ۴۷۰۰ مهاجر در سال جاری میلادی در حین مهاجرت غیرقانونی به اروپا در دریا غرق شدند. در بین کشورهای اروپایی، ایتالیا با ورود بیش از ۱۷۹ هزار مهاجر در راس مقاصد پناهجویان قرار دارد.
آمریکا بیشترین مهاجر بین‌المللی را در خود جای داده است. آلمان با ۱۲ میلیون و روسیه با ۱۱٫۶ میلیون مهاجر در جایگاه‌های بعدی قرار دارند. مسیر مهاجرتی مکزیک به آمریکا یکی از پرترددترین مسیرها در جهان است. در سال ۲۰۱۵، مهاجران در سراسر جهان حدود ۶۰۰ میلیارد دلار به خویشاوندان خود پول فرستادند.

### آمارهای مهاجرت‌کنندگان به کشور ایران
بیشترین مهاجرانی که طی سال‌های ۱۹۹۰ تا ۲۰۱۳ به ایران آمده‌اند از کشور افغانستان با تعدادی بالغ‌بر ۲ میلیون و ۳۰۰ هزار نفر در سال ۲۰۱۳ را شامل می‌شود و بعد از آن کشورهایی نظیر: عراق، پاکستان، آذربایجان، ترکمنستان، ارمنستان و ترکیه در رتبه‌های بعدی قرار دارند.
اکثریت قریب به اتفاق مهاجران ساکن در ایران را در تمام این سال‌ها اهالی افغانستان تشکیل داده‌اند. تعداد این افراد از ۳ میلیون نفر در سال ۱۹۹۰ به ۲ میلیون نفر در سال ۲۰۰۰ رسید؛ سپس در سال ۲۰۱۰ با اندکی افزایش به ۲ میلیون و ۵۰۰ هزار و در سال ۲۰۱۳ با اندکی کاهش به ۲ میلیون و ۳۰۰ هزار نفر رسید. پس از افغانستان بیشترین مهاجران در طی ۲ دهه اخیر از عراق به ایران آمده‌اند که البته در سال ۱۹۹۰ تعداد این افراد ۹۰۶ هزار نفر بوده که در سال ۲۰۰۰ تقریباً به یک‌دوم یعنی رقم ۵۲۰ هزار نفر رسیده و در سال ۲۰۱۰ با کاهش چشمگیری به تنها ۸۰ هزار نفر رسیده است. اما مهاجران پاکستانی از تعداد ۱۰ هزار نفر در سال ۱۹۹۰ در سال ۲۰۰۰ به کمتر از ۱۰ هزار نفر رسیده و سپس با سیر روندی صعودی در سال ۲۰۱۰ به ۳۰ هزار نفر افزایش‌یافته است. اهالی آذربایجان نیز که در سال ۱۹۹۰ و ۲۰۱۰ تنها کمتر از ۱۰۰۰ نفر در ایران ساکن بوده‌اند، تعدادشان در سال ۲۰۱۰ به ۱۰ هزار نفر رسیده است.
پس از این کشورها ترکمنستان، ارمنستان و ترکیه بیشترین تعداد مهاجر را در ایران دارند که تعداد این گروه‌ها از سال ۲۰۱۰ رو به فزونی گذاشته اما تعداد هرکدام هنوز کمتر از ۱۰ هزار نفر است. در طی این سال‌ها روند مهاجرت خارجیان به ایران سیری نزولی را طی کرده به‌طوری که تعداد مهاجران در ایران از تعداد ۴ میلیون و ۲۹۰ هزار نفر در سال ۱۹۹۰، در سال ۲۰۰۰ به ۲ میلیون و ۸۰۰ هزار نفر، در سال ۲۰۱۰ به ۲ میلیون و ۶۹۰ هزار نفر و سرانجام در سال ۲۰۱۳ به ۲ میلیون و ۶۵۰ هزار نفر رسیده است.

## انواع مهاجرت

### مهاجرت خارجی

مهاجرت سوریه‌ای‌ها و عراقی‌ها به یونان

مهاجرت خارجی بین کشورها صورت می‌گیرد و مهاجران از کشوری به کشور دیگر مهاجرت می‌کنند. برخی مهاجرت‌های خارجی با هدف دستیابی به منابع طبیعی و ثروت یا دستمزد و رفاه بیشتر انجام می‌پذیرد که به آن مهاجرت اختیاری گفته می‌شود. در اینگونه مهاجرت‌ها کشور مبدأ دچار مشکلات اقتصادی است. به‌عنوان نمونه مهاجرت اروپاییان به آمریکا، استرالیا، کانادا و آفریقا در قرن نوزدهم یک مهاجرت اختیاری است. مهاجرت کارگران ترکیه به آلمان غربی پس از جنگ جهانی دوم و مهاجرت مردم اتریش، مجارستان و یوگسلاوی به آلمان پس از سال ۱۹۸۹ نیز مهاجرت‌های اختیاری هستند.

### پناهندگی
پناهندگی نوعی از مهاجرت خارجی است که عوامل دافعه در مبدا؛ مردم را مجبور به نقل مکان می‌کند. به‌عنوان نمونه، تشکیل دولت اسرائیل زمینه‌ساز پناهندگی بسیاری از فلسطینی‌ها به اردن، مصر، سوریه و لبنان شد. حمله شوروی به افغانستان و جنگ‌های داخلی در آن کشور، باعث پناهندگی افغان‌ها به ایران و پاکستان گردید. خشک‌سالی، قحطی و جنگ‌های داخلی باعث پناهندگی سکنه اتیوپی به کشورهای مجاور شد. البته به اشتباه افرادی پناهندگی را گزینه ای برای مهاجرت می‌دانند. پناهندگی در اصل شرایط اضطراری برای فرد مهاجرت کننده می‌باشد و تمامی افراد واجد شرایط به پناهندگی نمی‌باشند؛ در قوانین پناهندگی اگر فرد پناهجو از لحاظ امنیت جانی در کشور مبدأ با مشکل روبه‌رو شود و با برگشتن به کشور مبدأ با شکنجه و حبس مواجه شود می‌تواند در کشور مقصد پناهنده شود و از حقوق پناهندگان که از طرف سازمان حقوق بشر تعریف شده است بهره‌مند شود.

### مهاجرت داخلی
مهاجرت داخلی، جابه‌جایی بین نواحی داخلی یک کشور است. این گونه از مهاجرت به دو بخش زیر تقسیم می‌شود:

#### مهاجرت روزانه
حرکت روزانه مردم از حومه‌ها و شهرک‌های اطراف به داخل شهرهای بزرگ برای رفتن به محل کار یا استفاده از خدمات داخل شهرها مهاجرت داخلی است که به آن مهاجرت روزانه گفته می‌شود. در این نوع مهاجرت مردم در شب به محل سکونت خود بازمی‌گردند.

#### مهاجرت فصلی
حرکت کوچ‌نشینان و جابه‌جایی کارگران از شهرها به روستاها در فصل میوه‌چینی، نوع دیگری از مهاجرت داخلی است.

### مهاجرت اختیاری
هر زمان که فرد با تصمیم و میل خود و با هدف دستیابی به شرایط بهتر اقدام به مهاجرت کند، مهاجرت اختیاری یا Optional migration انجام گرفته است.
مهاجرت به زبان ساده یعنی فردی محل سکونت و زندگی خود را در یک کشور ترک کند و ساکن کشور دیگری شود. مهاجرت کردن دلایل مختلفی دارد، اما به‌صورت کلی هدف فرد مهاجر رسیدن به شرایط بهتر و فرار از مشکلات و چالش‌های موجود در کشور مبدأ است. تعداد مهاجرین در سال ۲۰۲۱ حدود ۲۸۳ میلیون (بیش از ۳٫۶٪ مردم جهان) است.

## آثار مهاجرت
طبق برآورد سازمان‌های مدافع حقوق بشر، سالانه بین ۶۰۰ هزار تا ۸۰۰ هزار انسان توسط قاچاقچیان از مرزها عبور داده شده و به فروش می‌رسند که ۸۰ درصد از این افراد دختران و زنان هستند. بسیاری از این افراد به کارهای سیاه و غیرقانونی واداشته می‌شوند، و مورد استثمار و بدرفتاری قرار می‌گیرند.
در وضع قوانین مربوط به مهاجران، به‌جای پذیرفتن آنان به‌عنوان شهروندان جامعه، کنترل آنان به‌عنوان حاشیه‌نشینان جامعه مد نظر قرار می‌گیرد. به این ترتیب مهاجران آخرین حلقه‌های زنجیر سلطهٔ قدرتمندان را با هستی خود تنیده می‌بینند و زنان مهاجر رنگ جنسیتی را در شمایل این زنجیر باز می‌شناسند.

### مهاجرت و زنان
اگرچه زنان نیز مانند مردان، به دلایل مختلفی از جمله دلایل سیاسی، وجود جنگ یا فرار از فقر و گرسنگی مهاجرت می‌کنند، اما تعداد زیادی از زنان مهاجر هم از نظر اقتصادی به مردان وابسته هستند، و هم قوانین مهاجرت، اقامت آنان را به زندگی با مردان منوط می‌سازد. زنی که به‌عنوان همسر، به مردی که ساکن یکی از کشورهای عضو اتحادیه اروپا است ملحق می‌شود، اجازهٔ اقامت‌ش در صورت جدایی از شوهر لغو می‌شود. به این ترتیب خطر استثمار جنسی و اقتصادی زنان مهاجر به طرز چشمگیری وجود دارد و این زنان در معرض انواع و اقسام تعرضات قرار دارند.
طبق آمار رسمی تعداد زنان مهاجر که در درون مرزهای کشورهای اتحادیه اروپا به کارهای غیرقانونی اشتغال دارند، ۴۴ درصد و آمار زنان بیکار ۱۹ درصد کل زنان مهاجر در این کشورها است. به این ترتیب زنان مهاجر در درون خانواده به‌علت وابستگی اقامتی به مرد استثمار می‌شوند، در محیط کار از کمی دستمزد و شرایط دشوار کاری در رنج‌اند، و در جامعه به‌عنوان زن مهاجر در مقابل سیاست‌ها و اعمال خشونت‌آمیز نژادپرستانه قرار دارند.

## علل مهاجرت

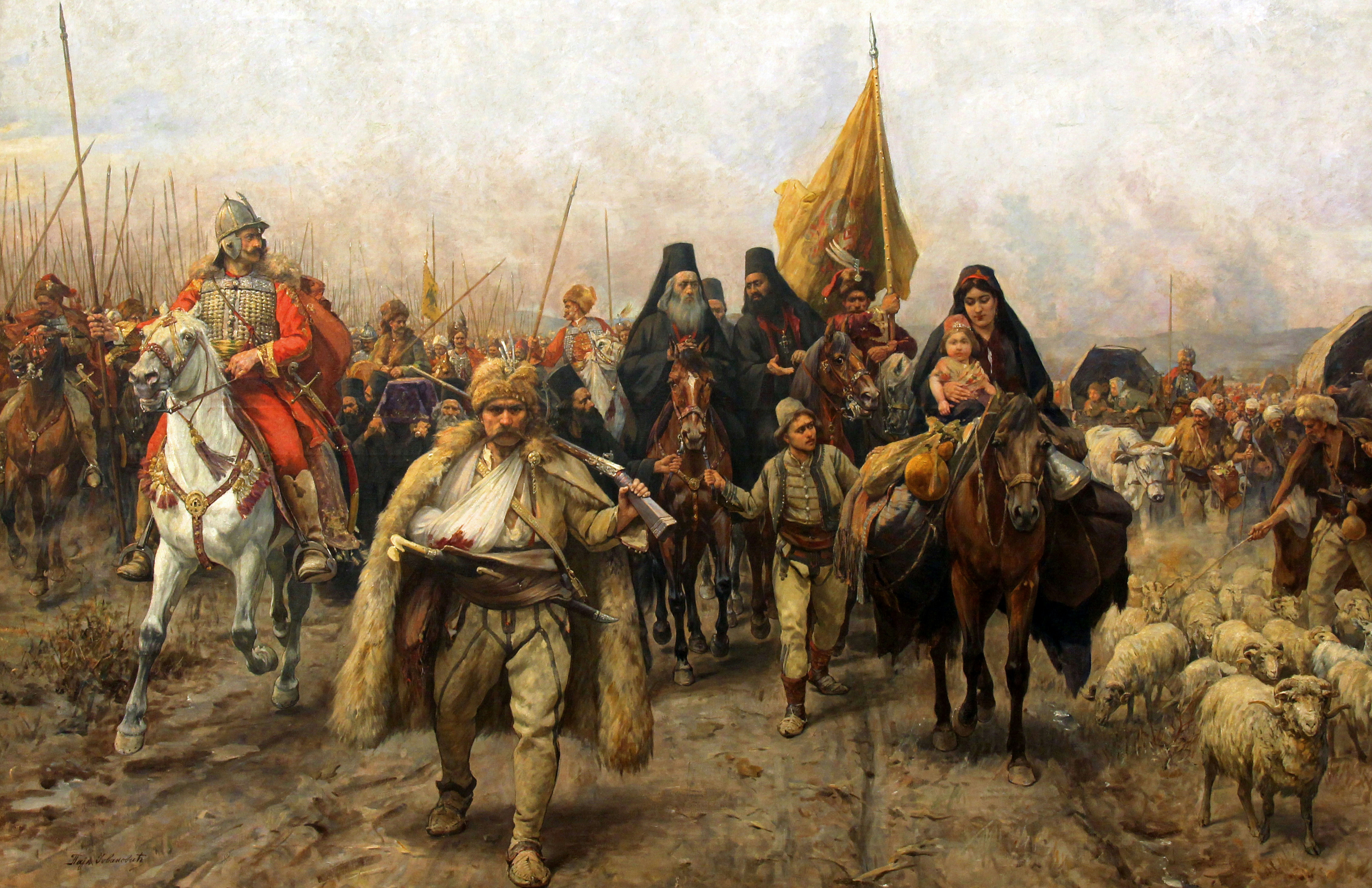
مهاجرت صرب‌ها، رنگ روغن بر روی بوم کرباس، حوالی سال ۱۹۸۶

تئوری‌های سنتی مهاجرت بین موارد «عوامل رانده شدن» و عوامل جذب و کشش «تفاوت و تمایز قائل می‌شوند که عوامل راندن و رانده شدن در وهله اول به تحریک و انگیزش افراد برای مهاجرت از کشور مبدأ باعث می‌شود. این موارد مانند مهاجرت اقتصادی یا کاری (معمولاً مهاجرت نیروی کار)، تفاوت‌هایی در میزان و سطح دستمزدها عوامل مهم و تعیین‌کننده هستند. افراد فقیر از کشورهای کمتر توسعه یافته یا در حال رشد» می‌توانند" استانداردهای بالای زندگی در کشورهای توسعه یافته بیش از کشور اصلی خود داشته باشند. فرار از فقر و نداری یک عامل سنتی رانده شدن، فراهم و موجود بودن استخدام شغل به عامل جذب‌کنندگی و کشش مربوط می‌شود. مهاجران می‌خواهند که مبالغی به افراد خانواده و فامیل خود بفرستند. بلایای طبیعی می‌تواند جریان مهاجرت ناشی از فقر و نداری را شدت بخشد. این نوع از مهاجرت ممکن است در کشور مقصد مهاجرت غیرقانونی باشد (مهاجرت از این نوع می‌تواند در بعضی از کشورها غیرقانونی تلقی شود؛ ولی یک مورد خلاف ناست).
مهاجرت به کشورهای دیگر بعضی وقت‌ها در شکل کنترات و قرارداد استخدام است: کارمندان اتحادیه‌های چند ملیتی، بین‌المللی تشکیلات غیردولتی و سرویس‌های دیپلماتیک می‌توانند در مناطق و کشورهای فرادریایی کار کنند. آن‌ها اغلب به‌عنوان «افراد مقیم خارج» ملاحظه می‌شوند و شرایط آن‌ها برای استخدام همانند یا بهتر از افراد بومی است که در کشور میزبان برای کار (برای کار مشابه) درخواست می‌کنند.
برای بعضی از مهاجران، آموزش یک عامل جذب و کشش اولیه (توجه کنید که دانشجویان با ویزای محدود اغلب به‌عنوان مهاجران تعریف نمی‌شوند) مهاجران بازنشسته از کشورهای ثروتمند به کشورهای با هزینه‌های پایین با آب وهوای بهتر ومناسب تر، نیز نوع جدیدی از مهاجرت بین‌المللی است؛ یک مثال از مهاجرت به شهروندان بازنشسته بریتانیایی انگلیسی به اسپانیا است. بعضی از مهاجران علائق خود را به اقامت در کشوری با دلایل مربوط به فرهنگ یا بهداشت تعیین می‌کنند، که افراد جوان از کشورهای توسعه یافته و پیشرفته برای ابراز علایق و عقاید خود و بیان آن‌ها در مقابل موسسات یا بخاطر احتیاجات و نیازهای خود مستقیماً به محیط‌های فرهنگی دیگر مهاجرت می‌کنند.
عوامل راندن غیر اقتصادی شامل تعقیب (مسائل مذهبی یا موارد دیگر)، گاهی سوء استفاده، زورگویی و ارعاب، تصفیه نژادی و حتی قتل‌عام بخاطر افراط‌گرایی و رادیکالیسم و در خطر بودن افراد غیرنظامی در حین جنگ، حرکت‌های سیاسی که به‌طور سنتی هجوم پناهندگان را برای فرار از زندگی در فضای دیکتاتوری برای مثال می‌باشند.
بعضی مهاجرت‌ها بخاطر دلایل شخصی هست، براساس روابط بین اشخاص روابط فی‌مابین (برای مثال بودن با خانواده یا رسیدن به شخص مورد علاقه) در موارد کمی، یک نفر به کشور جدیدی در فرم انتقال وطن‌پرستی دوری و فرار از دادگاه کیفری (برای مثال اجتناب از بازداشت که (یک مورد منفی) برای حرکت و اقدام شخصی است.

### موانع مهاجرت
موانع مهاجرت فقط مسائل قانونی نیستند بلکه موارد طبیعی هم خیلی نیرومند هستند. مهاجران هنگام ترک کشورشان باید خیلی چیزهای مورد علاقه را از قبیل: خانواده، دوستان، شبکه حمایتی، و فرهنگ خود را هم ترک گویند. آن‌ها همچنین باید دارایی‌های خود را به مقدار زیاد به پول نقد تبدیل کنند که خرج مسافرت و مهاجرت خود را تأمین کنند. وقتی که آن‌ها به کشور جدید می‌رسند با خیلی چیزهای غیر مطمئن و پیش‌بینی نشده مانند پیدا کردن کار، محلی برای زندگی کردن، قوانین جدید، الگوهای فرهنگی جدید، زبان جدید یا مسائل مربوط به لهجه زبانی، احتمالاً فاشیسم و نژادگرایی و سایر رفتارهای مخالف خود و خانواده خود مواجه می‌شوند. این موانع مهاجرت بین‌المللی را محدود می‌کنند، سناریوهایی دربارهٔ مهاجرت جمعیت به «به‌صورت انبوه» به قاره‌های دیگر، ایجاد و افزایش مشکلات جمعیت انبوه، و مشکلاتی ایجاد شده توسط آن‌ها برای سرویس‌ها و ساختار داخلی جامعه جدید و این محدودیت‌های اسکان و ناتورالیسم موانعی در سر راه مهاجرت بیشتر می‌باشند.

### مزایای مهاجرت
شاید بیشتر تعجب کنید اگر بدانید بر طبق آخرین گزارش‌ها برنامه توسعه سازمان ملل متحد مهاجرت به نفع کشورهای فقیر نیز است.
همانند آنچه که در بازار آزاد جهانی وجود دارد این‌طور به‌نظر می‌رسد که نیروی کار مازاد کشورهای خود را که تقاضا برای آن‌ها کم است ترک کرده و به کشورهایی می‌روند که تقاضا برای آن‌ها زیاد است. مهاجرت‌های بین‌المللی منجر به کسب مهارت و آموزش می‌شود. مزایای مهاجرت برای کشورهایی مثل کانادا که نرخ تولد در آن پایین است به وضوح قابل مشاهده است.
طبیعی است که کشورهای فقیر تمایلی به از دست دادن نیروهای متخصص ندارند؛ اما راه حل این مشکل این نیست که نیروی کار آماده در جایی باشد که به کار گرفته نشود یا محروم از کار کردن باشد در واقع شواهدی موجود است که مهاجرت‌های این چنینی موجب مساعدت به کشورهای فقیر است.

## تفاوت برداشت‌ها و انتظارات از مهاجرت
یکم اوت ۱۹۶۵ (دهم مرداد ۱۳۴۴) نتایج بررسی جهانی جا به جایی‌ها (مهاجرت) از دیدگاه تغییرات اقتصادی که منظماً به هزینه سازمان ملل انجام می‌شود ایران را از لحاظ مهاجرت اتباع به کشورهای دیگر در ردیف پنج کشور آخر جدول نشان می‌داد (نزدیک به صفر). نتایج بررسی‌های پس از آن که ده سال بعد (هشتم اوت ۱۹۷۵ میلادی) انتشار یافت تغییری در مرتبه ایران نشان نمی‌داد. از این آمارها چنین برمی‌آمد که ایرانیان تمایلی به مهاجرت به کشورهای دیگر نداشتند. مهاجرت ایرانیان از انقلاب ۵۷ (۱۹۷۸ میلادی) آغاز و هر سال شتاب بیشتری به خود گرفت. برخی از گزارش‌ها حکایت از مهاجرت پنج تا هفت میلیون ایرانی از کشور خود در طول سی و دو سال اخیر دارد که یک مقام اداره آمار و ثبت احوال جمهوری اسلامی (بهار ۲۰۱۰) شمار مهاجران را حدود پنج میلیون بیان داشت. در هفته آخر ژوئیه ۲۰۱۰ مطبوعات خارجی در تفسیر تصمیم احمدی‌نژاد رئیس‌جمهور ایران به دادن جایزه به فرزندآوران با تعجب نوشته بودند: "آوردن فرزند بیشتر برای مهاجرت (زندگی در کشورهای دیگر!)
ایرانیان در طول تاریخ دوبار قصد مهاجرت از وطن خود کردند یک بار در قرن هفتم میلادی (به چین و به هند) به دلیل افتادن کشورشان به دست عرب و بار دوم در دهه‌های اخیر. ایرانیانی که در قرن هفتم و پس از آن به هند مهاجرت کردند همچنان «پارسی» خوانده می‌شوند و میهن تازه را صنعتی و اتمی‌کرده‌اند. (نوشیروان کیهانی زاده)
بر اساس نظرسنجی مؤسسه گالوپ در سال‌های ۲۰۰۷ تا ۲۰۰۹ از ۲۶۰ هزار نفر در ۱۳۵ کشور حدود ۷۰۰ میلیون نفر در سراسر جهان خواستار مهاجرت به کشوری دیگر هستند. بیشترین تمایل به مهاجرت در آفریقای جنوب صحرا با ۳۸٪ جمعیت بزرگ‌سال و کمترین تمایل در میان مردم آسیا با ۱۰ درصد جمعیت بزرگسال به چشم می‌خورد. محبوب‌ترین کشور برای مهاجرت ایالات متحده آمریکا با ۱۶۵ میلیون نفر و پس از آن بریتانیا، کانادا و فرانسه هر یک با ۴۵ میلیون نفر هستند. اسپانیا، عربستان سعودی، آلمان و استرالیا کشورهای دلخواه بعدی مردم دنیا برای زندگی هستند.
مهاجرت یک مورد سیاسی و در بعضی از کشورها یک مورد مهم و عمده سیاسی هم هست. مخالفت با مهاجرت عموماً بیشتر از حمایت از آن مرسوم است، اما آن با بعضی از علائق اقتصادی و مالی تحت تأثیر قرار می‌گیرد.
دو بحث ومورد ارائه شده دربارهٔ حمایت از مهاجرت موارد اقتصادی هستند که معمولاً مربوط به تأمین نیروی کار، و مورد بحث فرهنگی تقاضا برای ارزش‌گذاری به ترکیب فرهنگی است. چهار موضوع و مفهوم ضد مهاجرت ساده هستند. و واهمه از خارجیان موارد اقتصادی (هزینه‌های مهاجرت و رقابت نیروی کار در بازار) موارد محیطی (مشکلات رشد جمعیت) و (مخصوصاً در اروپا) مشکلات هویت ملی و طبیعت ملیت-کشور به نوبه خود می‌باشند.
حمایت برای مرزهای ۱۰۰٪ باز فقط مخصوص عده بسیار کمی است. بعضی از بازارهای آزاد آزادی و لیبرالیست‌ها عقیده دارند که مهاجرت آزاد، آزاد نیروی کار بایستی هیچ محدودیتی در مهاجرت نداشته باشد، چون در طولانی مدت عقیده جدید جهانی شدن را تقویت می‌کند. همچنین گروه‌هایی وجود دارند که مخالف کنترل مرزها به دلایل ایدئولوژیکی و زمینه‌های بشردوستانه هستند- آن‌ها باور دارند که مردم کشورهای فقیر باید بتوانند به کشورهای ثروتمند بروند تا از استانداردهای بالای زندگی و درآمد استفاده کنند.
حمایت خیلی محدود برای مهاجرت افزایش یافته نیروی کار از طرف اقتصاددانان و بعضی از علائق اقتصادی در کشورهای پیشرفته ارائه می‌شود. اگرچه اتحادیه‌های چند ملیتی به حرکت‌ها و نقل مکان‌های زیاد برای تأمین کادر حرفه‌ای نیاز دارند، ولی آن‌ها ضرورتاً استفاده‌کننده اصلی از نیروی کار مهاجران نیستند. شغل‌ها و تجارت‌های متوسط و کوچک (رستورانها، مزارع) ممکن است به نیروی کار با دستمزد کم متکی باشند. در بخش‌های مخصوص، یک تالاری برای مهاجرانی است که فرم سیستم گرین کارت را ارائه می‌کند که با فراهم کردن شرایط خاص هجوم نیروی کار را محدود می‌کند.
این نوع از مهاجرت با مخالفت بازار کار روبه‌رو می‌شود، گروه‌های محافظتی محافظت کنندگان و اغلب از ناسیونالیسم اقتصادی بحث می‌کنند. بخش اصلی بحث و جدل آن‌ها این است که کارهای یک ملت «مایملک» آن ملت هستند و اجازه دادن به خارجیان برای گرفتن آن‌ها از دست دادن این مایملک محسوب می‌شود. آن‌ها همچنین از این نوع مهاجرت به‌عنوان شکلی از تأمین اجتماعی اشتراکی انتقاد می‌کنند، که تجارت به‌طور غیر مستقیم توسط دولت برای توسعه و تشویق مهاجرت استفاده می‌شود. مقدار بیشتر انتقادها در این مورد است که به کارگران مهاجر همیشه کمتر از کارگران غیرمهاجر در همان کارها حقوق پرداخت می‌شود، و مهاجرت باعث افت حقوق‌ها و دستمزدها می‌شود- به‌طور نمونه مهاجران همیشه به‌صورت دارای اتحادیه نمی‌باشند. برای بعضی افراد این‌ها دلیل محدود کردن مهاجرت است. گروه‌های دیگر فکر می‌کنند نباید بر مهاجرت کنترل اعمال شود، اما می‌گویند که نباید حقوق برابری با افراد غیر مهاجر داشته باشند تا از افت کیفیت و کارایی جلوگیری شود.
بحث و جدل‌های مخالف ارزش مهاجرت -برای مثال ظرفیت مدارس برای جمعیت اضافی- در ایالات متحده آمریکا و کانادا که بیشترین معیار مهاجرت به نسبت جمعیت را دارد، خیلی مشهود است: بخش مشکلات مهاجرت به کانادا را ببینید.
مخالفت‌های غیر اقتصادی و مالی علیه مهاجرت بیشتر با ملی‌گرایی در اروپا، «حزب ناسیونالیست» که تقریباً معادل «حزب ضد مهاجرت» است، اعمال می‌شود. اگرچه به‌طور سنتی، بحث و جدل‌های اقتصادی در مشاجرات و گفتگوهای مربوط به مهاجرت در ایالات متحده آمریکا ابراز می‌شود، این مسئله در سال‌های اخیر بیشتر شدت گرفته است که با تقاضاهای ملی‌گرایان و ناسیونالیست‌ها برای نظامی شدن مرزهای ایالات متحده توأم بوده است. فوریت و اهمیت نیروهای نظامی خصوصی سرحدات در ایالات متحده آمریکا توجه بیشتر وسایل ارتباط جمعی را برانگیخته است. با این وضعیت مرزها و سرحدات جنوبی اتحادیه اروپا برون‌بوم اسپانیا در سبته و Melila مانند مرز ایالات متحده آمریکا با مکزیک نظامی شده است.
بحث و مشاجرات اولیه دربارهٔ علل ملی‌گرایی در اروپا این است که مهاجران طبق تعریف ارائه شده گروه نژادی دیگر هستند به ملیت آن کشورها و ممالک تعلق ندارند. طبق این نظر بریتانیا، برای انگلیسی‌ها، آلمان برای آلمانی‌ها و مانند اینهاست. مهاجران به‌عنوان تغییر دهندگان ترکیب جمعیتی ملی و گاهی هویت ملی ملاحظه می‌شوند. از دیدگاه ملی‌گرایان، تعداد زیاد مهاجران، به سادگی «کشور آنها را خراب می‌کنند». بعضی از حمایت‌ها از مخالفان ملی‌گرایی از ترس از خارجی که به‌طور مشخصی از حضور افراد بیگانه و خارجی می‌ترسند و واهمه دارند، اما این مسئله براساس عقیده و ایدئولوژی ملی‌گرایی افراطی است. آلمان در حقیقت به کشور آلمانی‌ها مختص شده است: مهاجرت انبوه تا قرن نوزدهم میلادی به دلیل حرکت‌های ملی‌گرایی و ناسیونالیستی مشاهده نشده بود. مهاجرت کشور آلمان و سایر کشورهای اروپای غربی را وادار کرد که هویت ملی خود را دوباره بررسی و امتحان کنند: بخشی از جمعیت که آماده تعریف دوباره نبود شامل مهاجران می‌شد. این نوعی مخالفت با مهاجرت بود که حمایت و پشتیبانی از حزب‌های ضد مهاجرت را مانند Vlaams Belang در بلژیک، حزب ملی بریتانیا در انگلستان، حزبلگا نورد در ایتالیا، جبهه ملی در فرانسه و حزب Lijst Pim Fortuyn در هلند داشتند.
یکی از برخوردهای کشورهای ملی‌گرا به مهاجرت انبوه، ایجاد جذب فرهنگی مهاجران به داخل جامعه ملی و اصلی، و ترکیب شدن در ساختار سیاسی، اجتماعی و اقتصادی است. در ایالات متحده آمریکا جذب فرهنگی به‌طور سنتی به‌عنوان فرایندی که میان اقلیت‌ها اتفاق می‌افتد، مانند بوته ذوب ملاحظه می‌شود. در اروپا جایی که کشورهای ملی‌گرا رسوم و سنت‌های واحد و متحد الشکل ملی‌گرایی را برطبق رویه‌های فرهنگی و زبانشناسی دارند، تنوع این رویه‌ها به‌عنوان تقویت و افزایش جذب فرهنگی مهاجران پیشنهاد شده است. معرفی آزمایش‌های شهروندی برای مهاجران شکل قابل مشاهده اجباری بودن جذب فرهنگی این کشورهاست. این آزمایش معمولاً شامل امتحان زبان، و بعضی از کشورها فرم‌های زبانی ممنوعیت زبانی را هم ارائه کرده‌اند. وزارت مهاجرت هلند Rita Verdonik ممنوعیت سراسری در کشور به صحبت کردن به زبان‌های هلندی را در محل‌های عمومی پیشنهاد کرد ولی بعد از اعتراضاتی آن را لغو کرد.
مخالفت محیط‌گرایان به مهاجرت مخصوص به ایالات متحده امریکاست که تعداد بسیار زیادی مهاجر از کشورهای مختلف دارد. در مخالفت با مهاجرت میان فعالان حفظ محیط زیست مخصوصاً در داخل کلوپ سیرا یک عنوان مخصوص و نمونه‌ای است. بعضی مخالفت‌ها دربارهٔ رشد جمعیت متشکل از مهاجران در ایالات متحده آمریکا به‌عنوان غیرقابل حفظ و کنترل و کاهش فداکاری و کمک مهاجران است. سایر طرفداران محیط زیست جمعیت بیش از حد را به‌عنوان عاملی برای صدمه به محیط زیست و مشکل جهانی، تلقی می‌کنند که بایستی توسط روش‌های دیگر مقابله شود. در اروپا، مهاجرت نقش مهمی در رشد جمعیت آن‌ها که رو به کاهش است ایفا نمی‌کند. در جمهوری ایرلند تنها کشور اروپایی است که مهاجرت نقش مهمی در رشد جمعیت آنجا ایفا می‌کند.
مشاجرات و بحث‌های سیاسی دربارهٔ مهاجرت امروزه مخصوص کشورهای توسعه یافته است. بعضی کشورها مانند ژاپن که به‌طور سنتی مهاجرت خیلی کمی داشته‌اند و آن یک مورد سیاسی مهم نبوده است. بعضی کشورها مانند ایتالیا و مخصوصاً جمهوری ایرلند که نسل جمعیت خود را با مهاجرت نیروی کار و افزایش مهاجرت انبوه توسعه داده‌اند، این یک مسئله سیاسی شده است. بعضی کشورهای اروپایی، مانند بریتانیای کبیر و آلمان از دهه ۱۹۵۰ مهاجرت‌های عمده داشته‌اند؛ و مهاجرت قبلاً یک مسئله سیاسی برای چندین دهه بوده است. مشاجرات و اختلافات سیاسی دربارهٔ مهاجرت به خصوص بر روی آمار و تعدادقانون مهاجرت و سیاست و رویه و اعمال محدودیت‌های موجود تکیه و تمرکز دارد. در بعضی از کشورهای اروپایی این مشاجرات و بحث‌ها از دهه ۱۹۹۰ به بعد بر روی پناهجویی تمرکز یافته، ولی سیاست‌های محدودکننده در درون اتحادیه اروپایی به‌طور جدی از میزان پناهندگی و پناهجویی کاسته است. در اروپای غربی، حالا مهاجرت بر اعضای جدید کشورهای اتحادیه اروپایی به ویژه از لهستان تمرکز یافته است.
سیاست‌های مهاجرت به‌طور فزاینده‌ای در موارد و مسائل دیگر هم مانند امنیت ملی، تروریسم و مخصوصاً در اروپای غربی با حضور و نفوذ، اسلام به‌عنوان دین جدیدی تأثیر داشته است. بعضی حزبهای دست راستی یک عدم جذب، محرومیت اقتصادی و عموماً دشمنی و کینه جمعیت مهاجران را با ثبات ملی ملاحظه می‌کنند. آن‌ها از حوادثی مانند تظاهرات افراد شخصی در فرانسه در سال ۲۰۰۵ ترس و واهمه دارند. آن‌ها به افزایش تنش ناشی از انتشار کارتونهای محمد توسط یولاندز پستن به‌عنوان مثالی در برخورد ارزش‌ها که از مهاجرت یا مسلمانان در اروپای غربی ناشی می‌شود، یاد می‌کنند؛ اما با وجود همه این مسائل و برخوردها، مهاجرت یک مسئله سیاسی مهم و پویا در بسیاری از کشورهای اروپایی شده است.

## قوانین مهاجرت
اگرچه آزادی حرکت و کوچ اغلب به‌عنوان حقوق فردی شناخته می‌شود؛ ولی این آزادی حرکت و کوچ در درون مرزهای یک کشور و ملت است، توسط جایگزینی یا با حقوق قانونی بشری تضمین می‌شود. به‌علاوه، این آزادی اغلب منحصر به شهروندان آن کشور است و افراد دیگر را دربر نمی‌گیرد. امروزه هیچ کشوری آزادی کامل برای رفت‌وآمد و کوچ کردن را فراتر از مرزهای خود نمی‌دهد و قوانین حقوق بشر بین‌المللی اجازه داخل شدن به مرزهای کشور دیگر را نمی‌دهد. بر طبق ماده ۱۳ اعلامیه بین‌المللی حقوق بشر شهروندان نبایستی ممانعتی در ترک کشور خود داشته باشند. اینجا قوانین مشابهی دربارهٔ ورود افراد غیر شهروند وجود ندارد. آن‌هایی که تمایز و تفاوت در زمینه‌های قانونی را رد می‌کنند، می‌گویند که آزادی رفت‌وآمد هم در داخل یک کشور و هم میان کشورهای مختلف یک حق بشری مهم و اساسی است، و سیاست‌های محدودکننده مهاجرت، اگر کشورها و دولتهایی این حق آزادی رفت‌وآمد و کوچ کردن را رد کنند در حقیقت حقوق و آزادی بشریت را رد کرده‌اند. اینجا توجه به این نکته لازم است که آزادی برای حق ورود، به خودی خود برای مهاجران، کار، مسکن، مراقبت بهداشتی یا شهروندی و اقامت را تضمین نمی‌کند.
مواقعی که مهاجرت اجازه داده می‌شود عمدتاً انتخابی است. اصول و قواعد انتخابی بودن، مانند سیاست سفید استرالیا به‌طور تدریجی از بین رفته است، اما اولویت به افراد تحصیل کرده، ماهر و ثروتمند داده می‌شود. افرادی که امتیازات کمتری دارند، شامل توده افراد فقیر در کشورهای کم درآمد می‌باشند که نمی‌توانند از این فرصت‌های مهاجرت استفاده کنند. این عدم واجدیت در برخورد با اصول و قواعد فرصتهای برابر مورد انتقاد قرار گرفته است، که (حداقل از لحاظ تئوری) در کشورها و ملت‌های دموکراتیک صدق می‌کند. حقیقت اینست که در ورود برای افراد غیر ماهر بسته است، در حالی که در همین حال در کشورهای خیلی توسعه یافته تقاضای بسیار زیادی برای نیروی کار غیر ماهر دارند، و عامل مهم و عمده مهاجرت غیرقانونی است. طبیعت و وضعیت متضاد این سیاست – مخصوصاً مشکلات مهاجران غیر ماهر هنگام استفاده از نیروی کار – همچنین در زمینه‌های اصول و قواعد مورد انتقاد قرار گرفته است.
سیاست‌های مهاجرت که به‌طور انتخابی آزادی مهاجرت را تضمین می‌کنند، برای افراد مورد نظر دسترسی به شبکه اقتصادی را در کشور میزبان فراهم می‌کنند. معنی دیگر این مسئله، ضررو زیان خالص برای منابع ملی و نیروی کارآمد کشورهای فقیر با از دست دادن اقلیت تحصیل کرده و کارآمد، است یا فرار مغزها است. این مسئله همچنین باعث کاهش عدم واجدیت بین‌المللی در استانداردهای زندگی می‌شود، که تحرک و تشویق برای افراد ایجاد می‌کند که به اولین محل مهاجرت کنند. یک مثال در این مورد «رقابت نیروی کار ماهر» در استخدام کارکنان بهداشتی کشورهای جهان سوم توسط کشورهای جهان اول است.